# Спенсервілл (Нью-Мексико)
Спенсервілл (англ. Spencerville) — переписна місцевість (CDP) в США, в окрузі Сан-Хуан штату Нью-Мексико. Населення — 1138 осіб (2020).

## Географія
Спенсервілл розташований за координатами 36°49′9″ пн. ш. 108°3′22″ зх. д. / 36.81917° пн. ш. 108.05611° зх. д. (36.819154, -108.056070).  За даними Бюро перепису населення США в 2010 році переписна місцевість мала площу 8,64 км², уся площа — суходіл.

## Демографія
Згідно з переписом 2010 року, у переписній місцевості мешкало 1258 осіб у 470 домогосподарствах у складі 380 родин. Густота населення становила 146 осіб/км².  Було 521 помешкання (60/км²).
Расовий склад населення:
| - 83,2 % — білих - 5,6 % — корінних американців - 0,6 % — чорних або афроамериканців - 0,2 % — азіатів - 6,4 % — осіб інших рас |

До двох чи більше рас належало 4,1 %. Частка іспаномовних становила 19,9 % від усіх жителів.
За віковим діапазоном населення розподілялося таким чином: 26,2 % — особи молодші 18 років, 61,6 % — особи у віці 18—64 років, 12,2 % — особи у віці 65 років та старші. Медіана віку мешканця становила 40,3 року. На 100 осіб жіночої статі у переписній місцевості припадало 98,4 чоловіків;  на 100 жінок у віці від 18 років та старших — 99,4 чоловіків також старших 18 років.
Середній дохід на одне домашнє господарство  становив 71 984 долари США (медіана — 51 397), а середній дохід на одну сім'ю — 82 828 доларів (медіана — 70 043). Медіана доходів становила 49 688 доларів для чоловіків та 31 935 доларів для жінок. За межею бідності перебувало 11,4 % осіб, у тому числі 5,7 % дітей у віці до 18 років та 0,0 % осіб у віці 65 років та старших.
Цивільне працевлаштоване населення становило 688 осіб. Основні галузі зайнятості: будівництво — 17,3 %, роздрібна торгівля — 16,9 %, виробництво — 11,6 %, сільське господарство, лісництво, риболовля — 11,3 %.